# Celonites clypeatus
Celonites clypeatus är en stekelart som beskrevs av Brauns 1913. Celonites clypeatus ingår i släktet Celonites och familjen Masaridae. Inga underarter finns listade.